# Округа департамента Альпы Приморские
Приморские Альпы (фр. Allier) — департамент в центре Франции, один из департаментов региона Прованс-Альпы-Лазурный Берег. По состоянию на 2015 год территория Приморских Альп была разделена на 2 округа, 27 кантонов и 163 коммун. 
Округа департамента Приморские Альпы:
| №   | Округ | Оригинальное название | Площадь, км² | Население, чел. (2011) | Количество коммун | Округ на карте департамента |
| --- | ----- | --------------------- | ------------ | ---------------------- | ----------------- | --------------------------- |
| 061 | Грас  | Grasse                | 1231         | 558989                 | 62                |                             |
| 062 | Ницца | Nice                  | 3067         | 522255                 | 101               |                             |